# Luke Wattenberg
Luke Wattenberg (Trabuco Canyon, 10 settembre 1997) è un giocatore di football americano statunitense che milita nel ruolo di centro per i Denver Broncos della National Football League (NFL).

## Carriera

### Denver Broncos
Wattenberg al college giocò a football a Washington. Fu scelto dai Denver Broncos nel corso del quinto giro (171º assoluto) del Draft NFL 2022. Nella sua stagione da rookie disputò 7 partite, di cui una come titolare.